# Associació de futbol de Niue
L'Associació de Futbol de Niue (NFA, per les seves sigles en anglès) és l'òrgan de govern de l'associació de futbol a Niue. L'associació es va fundar l'any 2021 com a successora de l'ara desapareguda Associació de Futbol de l'Illa de Niue. El president actual és Deve Talagi.

## Història
El març de 2021, després de deu anys d'inactivitat, l'Associació de Futbol de l'Illa de Niue (NISA, per les seves sigles en anglès) va ser retirada com a membre associat de la Confederació de Futbol d'Oceania per violacions dels estatuts de múltiples federacions. No obstant això, en el moment de l'anunci, un funcionari de l'OFC va indicar que estaven al corrent de la creació de la nova Associació de Futbol de Niue i va acollir amb satisfacció la seva sol·licitud com a membre associat.
A l'estiu de 2021, la NFA va celebrar la seva temporada inaugural de futbol set a l'illa amb Deve Talagi, antic vicepresident de la NISA, com a president de l'organització. L'equip de Vaiea va guanyar les dues primeres edicions dels tornejos masculí i femení.
El febrer del 2022, l'associació va presentar el seu nou logotip, creat pel dissenyador local Fakaaue lahi Tom Jnr Misikea amb el suport financer del govern de Niue.
L'agost de 2023 es van anunciar els guanyadors d'un torneig de futbol sala masculí i femení. Vaiea va ser el campió dels dos tornejos. El primer partit oficial d'11 contra 11 en diversos anys també es va anunciar per al novembre de 2023. En el partit hi van participar un equip representatiu del sud contra un del nord de Niue.

## Estadi nacional de futbol
| Estadi          | Capacitat | Ciutat  |
| --------------- | --------- | ------- |
| Paliati Grounds | 1.000     | Paliati |